# Smart Museum of Art
Pour les articles homonymes, voir Smart (homonymie).
Le David and Alfred Smart Museum of Art est un musée d'art situé sur le campus de l'Université de Chicago. La collection permanente de plus de 10 000 objets d'art comprend des œuvres de Francisco de Goya, Frank Lloyd Wright, Edgar Degas, Auguste Rodin, Louis-Ernest Barrias, Henri Matisse, Pablo Picasso, Diego Rivera, Ansel Adams, et Mark Rothko. L'entrée du musée est gratuite.

## Collections
- Jean Metzinger, Soldat au jeu d'échec, vers 1915-1916